# Lip Lock
Albums de Eve
Eve-Olution
(2002)
Singles
1. She Bad Bad
Sortie : 9 octobre 2012
2. Make It Out This Town
Sortie : 26 février 2013
3. Eve
Sortie : 29 avril 2013

Lip Lock est le quatrième album studio de la rappeuse Eve, sorti le 14 mai 2013.
L'album s'est classé 4e au Top Rap Albums, 7e au Top R&B/Hip-Hop Albums, 10e au Top Independent Albums et 46e au Billboard 200.

## Liste des titres
| No  | Titre                                              | Auteur                                                                   | Durée |
| --- | -------------------------------------------------- | ------------------------------------------------------------------------ | ----- |
| 1.  | Eve (featuring Miss Kitty)                         | Johnson, Hylton, Eve Jeffers                                             | 3:33  |
| 2.  | She Bad Bad                                        | Jeffers, Ronald Jackson                                                  | 3:05  |
| 3.  | Make It Out This Town (featuring Gabe Saporta)     | Nicholas Oshane Moore, Claude Kelly, Jon Webb, Jeffers                   | 3:56  |
| 4.  | All Night (featuring Claude Kelly et Propain)      | Webb, Moore, Jeffers, Dudley                                             | 3:12  |
| 5.  | Keep Me from You (featuring Dawn Richard)          | Sander Van Der Waal, Rideout, Moore, Matthews, Marques, Jeffers, Jackson | 3:10  |
| 6.  | Wanna Be (featuring Missy Elliott et Nacho)        | Moore, Jeffers, Hankens, Melissa Elliott                                 | 3:21  |
| 7.  | Mama in the Kitchen (featuring Snoop Dogg)         | Jeffers, Jackson, Kasseem Dean, Calvin Broadus                           | 3:11  |
| 8.  | Grind or Die                                       | Vanderheyden, Moore, Jeffers                                             | 2:22  |
| 9.  | Zero Below                                         | Van Der Waal, Rideout, Moore, Matthews, Marques, Jeffers, Jackson        | 3:13  |
| 10. | Forgive Me                                         | Salaam Remi, Jeffers, Rico Love                                          | 3:11  |
| 11. | Never Gone (featuring Chrisette Michele)           | Michael Woods, Robinson, Moore, Matthews, Jeffers, Jackson               | 4:15  |
| 12. | She Bad Bad (Remix) (featuring Juicy J et Pusha T) | Jeffers, Jackson, Pusha T, Juicy J                                       | 3:04  |